# Khatiguda
Khatiguda is een census town in het district Nabarangpur van de Indiase staat Odisha. 

## Demografie
Volgens de Indiase volkstelling van 2001 wonen er 6398 mensen in Khatiguda, waarvan 52% mannelijk en 48% vrouwelijk is. De plaats heeft een alfabetiseringsgraad van 70%. 